# Zosime anneae
Zosime anneae is een eenoogkreeftjessoort uit de familie van de Zosimeidae. De wetenschappelijke naam van de soort is voor het eerst geldig gepubliceerd in 2011 door Koller & George.